# Център за независим живот
Център за независим живот – София (ЦНЖ) е неправителствена, нестопанска организация на хора с увреждания, регистрирана като сдружение за извършване на общественополезна дейност по Закона за юридическите лица с нестопанска цел.
ЦНЖ работи за промяна на държавната политика в сферата на уврежданията в България от 1995 година насам, като активно се застъпва за ценностите на независимия живот и прилагането на социалния модел на уврежданията.
Визията на сдружението е „Свят, в който хората с увреждания имат възможност за избор и могат да живеят независимо, качествено и достойно.“
Мисията на сдружението е „Хората с увреждания да получат необходимата им подкрепа за постигане на независимо и пълноценно човешко съществуване.“

## Дейности
Обучения и консултации в сферата на уврежданията насочени към индивиди, организации и институции. Подходът, който се използва в обученията, е интерактивен и се основава на досегашния опит на участниците, както и на тяхното активно въвличане в осмислянето и обсъждането на отделните теми по време на обучението. Консултанти и обучители са експерти с дългогодишен опит в съответната област.
Застъпничество и контакти с други организации във връзка с инициативи за промяна на законодателството и съществуващите практики, засягащи равнопоставеността на хората с увреждания.
Издателска дейност и разпространение на периодичните издания на ЦНЖ, на специализирана, авторска и преводна литература, имаща отношение към хората с увреждания. Проучвания в сферата на правата и държавната политика по отношение на хората с увреждания и отразяване на тяхното реалното състояние. Организацията разполага с библиотечен фонд с над 2300 тематично обособени заглавия, които имат отношение към хората с увреждания и организациите, работещи за тях.